# Сотницкий Казачок
Также см. Казачок (значения)
Сотницкий Казачок (укр. Сотницький Козачок) — село, Гурьево-Казачанский сельский совет, Золочевский район, Харьковская область, Украина.
Код КОАТУУ — 6322682004. Население по переписи 2001 года составляет 177 (67/110 м/ж) человек.

## Географическое положение
Село расположено на левом, южном берегу реки Лозовая (притока Ворсклы) — по реке в этом месте проходит граница с Белгородской областью России.
Село (первоначально — слобода) находится в 18 км к северо-северо-западу от Золочева и в 53 км от Харькова.
Выше по течению реки Казачок (река) в 2-х км расположено село Гурьев Казачок; на противоположном, российском (правом, северном) берегу реки Лозовая расположены русские хутора Лозовая Рудка и Казачье-Рудченское.
Через село протекает несколько пересыхающих ручьёв с запрудами (небольшими ставками).

## История
- 1675 — дата основания слободы.
- В середине 19 века село называлось Козачек (слобода Ивановская).[1]
- В 1869 году в ней были две ветряные мельницы.[1]
- При СССР в селе был организован и работал колхоз «Дружба народов»,[6] названный в честь дружбы народов Советского Союза.
- 4 июля 2024 года захвачено ВС РФ.
- 12 июля 2024 года освобождено ВСУ

## Происхождение названия
Сотницким назван потому, что военно-территориально относился к казацкая сотня Харьковского слободского полка; Казачком — потому, что расположен при впадении реки Казачок в реку Лозовую, которая ранее также называлась Казачья Рудка.
В соседних Протопоповом Казачке и в Гурьевом Казачке жили в основном Протопоповы и Гурьевы.

## Культура
- Сотницкоказачанский клуб[9].

## Известные люди
- Гонтаров Виктор Николаевич — советский художник, лауреат Шевченковской премии (2009).